# 鲁塞 (罗讷河口省)
鲁塞（法語：Rousset，法語發音：[ʁusɛ]）是法国罗讷河口省的一个市镇，属于普罗旺斯地区艾克斯区。

## 地理
鲁塞（43°28'56"N, 5°37'20"E）面积19.5 平方千米，位于法国普罗旺斯-阿尔卑斯-蓝色海岸大区罗讷河口省，该省份为法国东南部沿海省份，北起沃克吕兹省，西接加尔省，南濒地中海，东临瓦尔省。
与鲁塞接壤的市镇（或旧市镇、城区）包括：勒鲁日新堡、菲沃、佩尼耶、皮卢比耶、拜翁河畔圣昂托南、特雷茨。

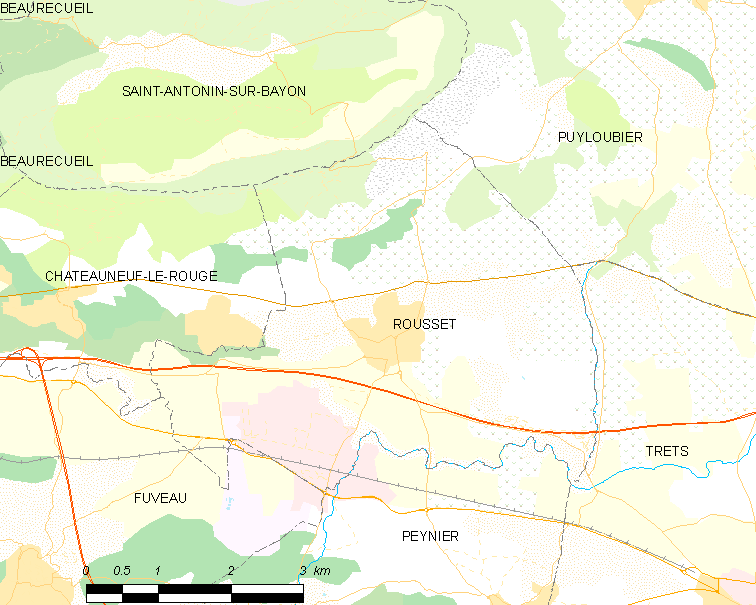
的OSM定位图

鲁塞的时区为UTC+01:00、UTC+02:00（夏令时）。

## 行政
鲁塞的邮政编码为13790，INSEE市镇编码为13087。

## 政治
鲁塞所属的省级选区为特雷茨县。

## 人口

1962-2008年间人口变化图示

鲁塞于2022年1月1日时的人口数量为5357人。